# Antarcturus breidensis
Antarcturus breidensis là một loài chân đều trong họ Antarcturidae. Loài này được Nunomura miêu tả khoa học năm 2005.